# IV. Vilmos bajor herceg
IV. Vilmos (München, 1493. november 13. – München, 1550. március 7.), a Wittelsbach-házból való bajor herceg, 1508-tól haláláig Bajorország uralkodó hercege.

## Élete

### Származása
Vilmos herceg édesapja IV. Albert bajor herceg (1447–1508) volt, III. Albert bajor herceg (1401–1460) és Anna braunschweig-grubenhageni hercegnő (1420–1474) fia. Édesanyja Ausztriai Kunigunda (1465–1520) volt, III. Frigyes német-római császár és Eleonóra portugál infánsnő leánya. Szülei házasságából nyolc gyermek született:
- Szidónia hercegnő (Sidonie, 1488–1505), V. Lajos pfalzi választófejedelem eljegyzett menyasszonyaként hunyt el,
- Szibilla hercegnő (Sibylle, 1489–1519), aki 1511-ben V. Lajos pfalzi választófejedelem (1478–1544) felesége lett,
- Szabina hercegnő (Sabine, 1492–1564), aki 1511-ben I. Ulrik württembergi herceghez (1487–1550) ment feleségül,
- Vilmos herceg (Wilhelm, 1493–1550), trónörökös, 1508-tól IV. Vilmos néven uralkodó herceg, aki 1522-ben Maria Jakobäa von Baden őrgrófnőt (1507–1580) vette feleségül,
- Lajos herceg (Ludwig, 1495–1545), X. Lajos néven Landshut hercege, Vohburg grófja,
- Zsuzsanna hercegnő (Susanne, 1499–1500), kisgyermekként elhunyt,
- Ernő herceg (Ernst, 1500–1560), a Passaui Püspökség és a Salzburgi Érsekség adminisztrátora
- Zsuzsanna hercegnő (Susanne, 1502–1543), aki 1518-ban Kázmér brandenburg-kulmbachi őrgrófhoz († 1527), majd 1529-ben Ottó Henrik (Ottheinrich) pfalz-neuburgi grófhoz († 1559) ment férjhez.

### Házassága, gyermekei

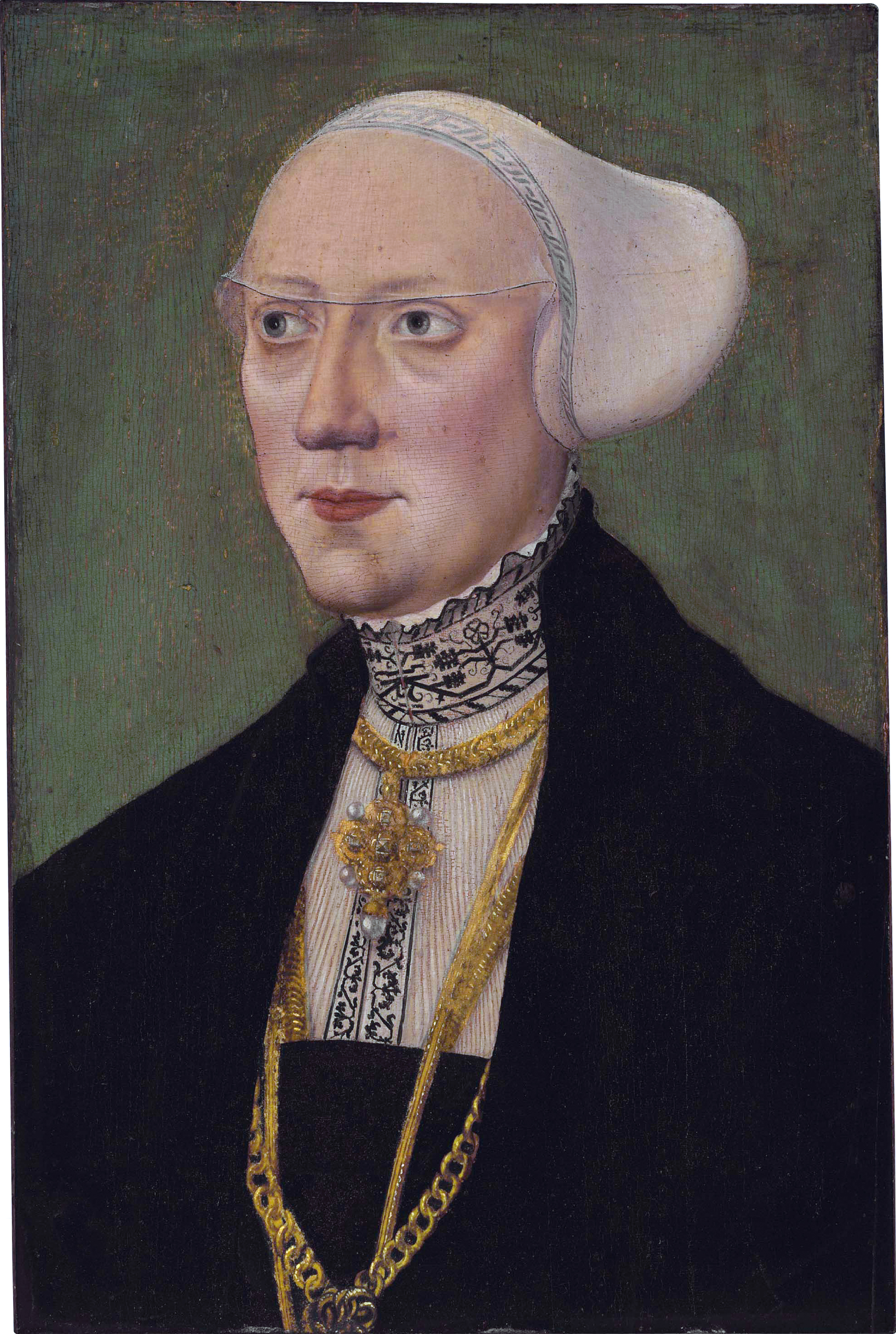
Felesége, Maria Jacobäa von Baden őrgrófnő

1522. október 5-én IV. Vilmos herceg Münchenben feleségül vette Maria Jakobäa von Baden őrgrófnőt (1507–1580), I. Fülöp badeni őrgróf és Erzsébet pfalzi hercegnő leányát. Négy gyermekük született:
- Tivadar herceg (Theodor, 1526–1534), gyermekként meghalt,
- Albert herceg (Albrecht, 1528–1579), trónörökös, 1550-től V. Albert néven Bajorország uralkodó hercege,
- Vilmos (Wilhelm, 1529–1530), kisgyermekként meghalt,
- Mechthild hercegnő (1532–1565), aki 1557-ben Filibert badeni őrgrófhoz (1536–1569) ment feleségül.

A herceg házasságon kívüli viszonyából, melyet Margarete Hausner von Stettberg-gel folytatott, még egy fia született, Georg von Hegnenberg lovag (1509–1590).

### Uralkodása
15 éves korában elhunyt édesapja, és ő örökölte Bajorországot, de – korára való tekintettel – gyámság alatt állt. 1511-ben öccse X. Lajos herceg néven Bajorország-Landshutban társuralkodó lett.
Vilmos hithű katolikusként a reformáció esküdt ellensége volt, és támogatta az ugyancsak katolikus V. Károly német-római császárt törekvéseiben. Később, amikor a cseh korona Károly fivérére, I. Ferdinánd magyar királyra szállt, Vilmos igényt formált Csehországra Ferdinánd ellenfelével, Szapolyai Jánossal lépve szövetségre.
Ezek a nézeteltérések az idők során elcsöndesedtek, és Vilmos továbbra is támogatta Károlyt, ezúttal a schmalkaldeni háborúban. Nem sikerült ugyanakkor megszereznie a hőn áhított pfalzi választófejedelmi méltóságot. Jelentős tette, hogy az ingolstadti egyetemet a jezsuitákra bízta, ezzel az egyetem az ellenreformáció egyik gyújtópontjává vált.
Vilmos 42 évnyi uralkodás után hunyt el 1550-ben. Utóda fia, V. Albert lett.

## Lásd még
- Bajorország uralkodóinak listája

| Előző uralkodó: IV. Albert | Bajorország uralkodója 1508 – 1550 hercegként | Következő uralkodó: V. Albert |